# Europese weg 6
De Europese weg 6 of E6 loopt van Trelleborg in Zuid-Zweden via Oslo en Trondheim naar Kirkenes in Noord-Noorwegen. De E6 is een snelweg van het zuidelijkste punt tot aan Jessheim (nabij de luchthaven van Oslo) en rond Trondheim, maar het grootste deel van de ongeveer 3140 km bestaat uit tweebaans autowegen. 
De naam E6 is een overblijfsel van het oorspronkelijke Europese hoofdwegennet uit de jaren 1950 – in dat netwerk liep de E6 helemaal van Kirkenes tot Rome.  

## Plaatsen langs de E6
De E6 is door de UNECE als volgt vastgesteld:
| Zweden - Trelleborg - Malmö - Halmstad - Göteborg |  | Noorwegen - Oslo - Lillehammer - Trondheim - Narvik - Olderfjord - Karasjok - Kirkenes |

## Traject

### Zweden
De E6 begint in Trelleborg in het uiterste zuiden van Zweden, en gaat in noordwestelijke richting langs de kust van het Kattegat via Malmö, Göteborg naar de Noors-Zweedse grensplaats Svinesund. Hierbij zijn er ook overlappende stukken met de E4, E20 en E22.

### Noorwegen
Vanaf Svinesund gaat de E6 naar de Noorse hoofdstad Oslo. Vanaf daar loopt de route door het Noorse binnenland, door de Gudbrandsdalen en over de Dovrefjell, tot aan Trondheim.
Van Trondheim tot Narvik loopt het nieuwe E6-tracé iets verder landinwaarts dan de oude kustweg, die nog steeds als toeristische route bestaat. Bij Mo i Rana kruist de E6 de E12, die naar het Zweedse Umeå gaat.
Vlak na Narvik kruist de E6 de E10, die naar het Zweedse Kiruna gaat. Na Narvik trekt de E6 noordoostwaarts over het Noorse binnenland. Richting Alta gaat de weg langs de fjordenkust en moet dus steeds een omweg nemen. In het gunstigste geval zijn er inmiddels bruggen gebouwd of is er een veer om de fjord af te snijden. De fjorden zijn echter zo diep, dat dat niet altijd mogelijk is. Bij Nordkjosbotn komt de E6 de E8 tegen, die tot aan Skibotn hetzelfde traject heeft. Vervolgens loopt de E6 langs de fjordenkusten via Olderdalen naar Alta.
Vanaf Alta gaat de weg noordoostelijk richting Skaidi. De weg van Alta naar Skaidi loopt door een aantal dalen, die aan de westzijde begrensd worden door besneeuwde bergtoppen. Alhoewel de weg hier niet hoger ligt dan zo'n 300 meter boven zeeniveau moet de weg soms afgesloten worden door hevige sneeuwval. Ongeveer halverwege Alta-Skaidi staat aan de westkant van de weg de schuilkerk Duoddar Sion. De weg gaat daarna naar Olderfjord, en vervolgens zuidwaarts via Russenes en Lakselv naar Karasjok. De afstand Alta-Karasjok is 120 km hemelsbreed, maar de weg kan niet via de kortste route lopen in verband met het bergachtige gebied. De weg loopt hier via een traject van 250 km, zonder de garantie dat de weg altijd open is voor verkeer; tot hartje zomer zijn soms de Noorse bergpassen afgesloten voor verkeer. Hiervandaan volgt de weg Tanaelva, die hier de grens tussen Noorwegen en Finland vormt. Bij Tana Bru moet men vervolgens de berg over naar het Varangerfjord, waar de E6 grotendeels langs gaat tot het einde in Kirkenes.

## Europese wegen die de E6 kruisen
Tijdens de route komt de E6 de volgende Europese wegen tegen:
- De E22, die van Trelleborg tot aan Malmö, beide in Zweden, hetzelfde traject volgt
- De E65 bij Malmö, Zweden
- De E20, die van Malmö tot aan Göteborg, beide in Zweden, hetzelfde traject volgt
- De E4 bij Helsingborg, Zweden
- De E45 bij Göteborg, Zweden
- De E134 bij Vinterbro, Noorwegen
- De E18 bij Vinterbro, Noorwegen
- De E16, die van Kløfta tot aan Jessheim, beide in Noorwegen, hetzelfde traject volgt
- De E136 bij Dombås, Noorwegen
- De E39 ten zuiden van Trondheim, Noorwegen
- De E14, die van Trondheim tot aan Stjørdal, beide in Noorwegen, hetzelfde traject volgt
- De E12 bij Mo i Rana, Noorwegen
- De E10 bij Narvik, Noorwegen
- De E8, die van Nordkjosbotn tot aan Skibotn, beide in Noorwegen, hetzelfde traject volgt
- De E45 bij Alta, Noorwegen
- De E69 bij Olderfjord, Noorwegen
- De E75, die van Utsjoki, net over de Finse grens, tot aan Varangerbotn, Noorwegen, hetzelfde traject volgt
- De E105 bij Hesseng, Noorwegen

Europese wegen:
E4 · E6 · E10 · E12 · E14 · E16 · E18 · E20 · E22 · E45 · E65
Riksvägar:
9 · 11 · 13 · 15 · 17 · 19 · 21 · 23 · 24 · 25 · 26 · 27 · 28 · 29 · 30 · 31 · 32 · 34 · 35 · 37 · 40 · 41 · 42 · 44 · 46 · 47 · 49 · 50 · 51 · 52 · 53 · 55 · 56 · 57 · 61 · 62 · 63 · 66 · 68 · 69 · 70 · 72 · 73 · 75 · 76 · 77 · 83 · 84 · 86 · 87 · 90 · 92 · 94 · 95 · 97 · 98 · 99
Europese wegen:
E6 · E8 · E10 · E12 · E14 · E16 · E18 · E39 · E45 · E69 · E75 · E105 · E134 · E136
Riksveier:
2 · 
3 · 
4 · 
5 · 
7 · 
9 · 
12 · 
13 · 
15 · 
19 · 
20 · 
21 · 
22 · 
23 · 
25 · 
35 · 
36 · 
40 · 
41 · 
42 · 
44 · 
47 · 
52 · 
55 · 
70 · 
73 · 
77 · 
80 · 
83 · 
85 · 
92 · 
93 · 
94 · 
110 · 
111 · 
120 · 
150 · 
156 · 
159 · 
162 · 
163 · 
190 · 
191 · 
200 · 
282 · 
420 · 
451 · 
502 · 
509 · 
510 · 
518 · 
555 · 
562 · 
580 · 
616 · 
617 · 
658 · 
681 · 
706 · 
827 · 
833 · 
853 · 
862 · 
881 · 
887 · 
892 · 
893